# Марченко Геннадій Юхимович
Геннадій Юхимович Ма́рченко (нар. 10 жовтня 1932, Запоріжжя) — український художник і педагог; член Спілки радянських художників України з 1966 року.

## Біографія
Народився 10 жовтня 1932 року в місті Запоріжжі (нині Україна). 1955 року закінчив Ростовський інженерно-будівельний інститут. Навчався приватно у І. Федяніна, Ю. Герштейна.
Працював старшим інженером-конструктором Запорізького відділення Придніпровського промбудпроєкту; у 1962—1979 роках — на Запорізькому художньо-виробничому комбінаті. Одночасно протягом 1962—1963 років викладав у Запорізькому педагогічному інституті та у 1968—1972 роках обіймав посаду відповідального секретаря Запорізької організації Спілки художників України. Жив у Запоріжжі в будинку на Південноукраїнській вулиці, № 9, квартира № 59.
У 1979—1999 роках працював на Івано-Франківському художньо-виробничому комбінаті. Одночасно протягом 1980—1981 та 1994—1999 років викладав у Івано-Франківській дитячій художній школі; у 1981—1983 роках — у Івано-Франківському педагогічному інституті. Жив у Івано-Франківську в будинку на вулиці Василіянок, № 30-А, квартира № 3.
У 1999—2015 роках завідував лаболаторією естетики факультету соціології Національного технічного університету України «Київський політехнічний інститут».

## Творчість
Працював у галузях станкової, книжкової графіки та монументально-декоративного мистецтва. Серед робіт:
- ліногравюри
  - «Гайдамаки» (1961);
  - «Як свою дитину, захищайте Україну в тяжку годину» (1964);
  - «Спрага» (1965);
  - «Казка» (1966);
  - «Космос» (1966);
  - «Мрії» (1966);
  - «Козацькі мрії» (2015);
  - серія «Запорозька Січ» (1967);
- гуаші
  - «Проводи» (1969);
  - «Князь Данило Галицький» (1987);
- офорт «Скит Манявський» (1980);
- мозаїки «Прометеї — земля Донецька», «Вогняна квітка» на фасаді школи № 5 у Донецьку (1966, у співавторстві Григорієм Синицею, Віктором Зарецьким, Галиною Зубченко);
- барельєфи
  - «Дніпро-Славутич» в готелі «Дніпро» в Запоріжжі (1969, у співавторстві з І. Василенком);
  - «Печатки Війська Запорозького» в готелі «Хортиця» на острові Хортиці (1969, у співавторстві з Анатолієм Скрипкою);
  - «Народне мистецтво» в Палаці культури Запорізького трансформаторного заводу (1970, диплом 3-го ступеня Спілки архітекторів України; у співавторстві Анатолієм Скрипкою);
  - «Герб Війська Запорозького» в Національному заповіднику «Хортиці» (1972, бронза).

Автор ілюстрацій до книги «Паруси над степом» Віктора Близнеця (1965).
Бере участь у республіканських виставках з 1961 року. Персональні виставки відбулися у Запоріжжі у 1977, 2004 роках, Києві у 2004 році. 
Деякі роботи зберігаються в Івано-Франківському художньому музеї, Музеї шістдесятництва у Києві.